# 國家祭典
國家祭典是以国家元首、政府首長或国会议长為主祭的祭典或者是全國性的祭典。因此每一個國家的國家祭典類型、時間、方式都不同。而且會隨著時代不同會有新增與刪除國家祭典的項目。

## 古代

### 古代中國王朝
中國古代祭祀的禮儀稱為「吉禮」，分大祀、中祀及小祀三種，劃分成這三種等級制度建立於隋代初年，是依照《周禮》祭祀等級觀念加以制度化的產物。大祀是國家主持之祭祀中最為隆重的禮儀之一，其祭祀對象通常為天地、昊天上帝（皇天上帝）、太廟及社稷，並有樂舞表演。
歷代各朝對於祭祀儀節和祭祀對象所在等級的認定，可能會發生變化，而不盡相同。不過，作為王權統治象徵，最具代表性的是郊祀天地（天壇）和宗廟祭祖（太廟），這兩者是皇帝最優先致敬的對象，作為國家的統治者，皇帝有責任向天地和祖先報告，並祈求福佑。
在七到八世紀，歷史人物開始進入國家祭典。除了歷代帝王成為皇帝致敬的對象，學廟敬拜孔子，武廟崇奉太公（至明神宗萬曆四十二年，改以關羽為武廟主神）。這三者為古代中國最早向歷史人物致敬的國家典禮，其他的人物祠廟，比如昭忠祠、名宦祠和賢良祠等，其地位在這三者之下，出現時間也更遲。
古代帝王不會親自出席每一項國家祭典，而是派遣使節替他行禮。以清朝乾隆帝即位的五十週年為例，其獻祭的對象包括：天、地、社稷、山川、風神、雨神、雷神、火神、雲神、醫神、農神、龍神、蠶神、太廟、孔子、關羽、昭忠祠、賢良祠、城隍，另外還有皇室祖先、歷代帝王和前朝朱元璋陵墓。大多的祭典是派遣官員代表皇帝致祭，而他本人最常親自行禮的祭典，除了祭天和祭祖外，就屬孔廟和歷代帝王廟。

## 現代

### 中華民國政府（中國大陸）
民國政府建立後，基於共和精神，許多帝制時代的禮儀被廢除，祀天之禮亦在其中。袁世凱政權因為打算恢復帝制，也逐漸恢復了許多帝制時代的禮儀。其政事堂禮制館，編訂了各種禮制書籍，如：《祀天通禮》、《祭祀冠服制》、《祭祀冠服圖》、《祀孔典禮》、《關岳合祀典禮》、《忠烈祠祭禮》、《相見禮》、《國樂譜》等。除《相見禮》載有與一般人民相關之禮節外，其餘皆為國家祭祀之禮典。袁氏帝制失敗後，禮制館及其所編禮制，皆被新任國務總理段祺瑞廢止。
中華民國在大陸時期有五大國家祭典舉行：黃帝、大禹、孔子、朱元璋、孫中山。

### 中華人民共和國政府
2004年9月28日，中華人民共和國政府的官員首次主持「祭孔」大典，山東省曲阜副市長在中共中央默許下，從建政以來首次以官方形式祭孔。與會的佛光人文社會學院教授龔鵬程指出官方的首次祭孔，其祭場未淨場，祭禮不正供，祭場混亂，司儀穿太監服，祭品位置擺放顛倒，批評為是「平生所見最爛的一次祭孔典禮」。2006年，中華人民共和國國務院批准祭孔儀典列入「國家級非物質文化遺產」。2007年，祭孔層級提升至省長，許多中共中央黨、政要員及駐中大使皆來與會。
2014年，第十二届全国人民代表大会常务委员会为南京大屠杀死难者设立南京大屠杀死难者国家公祭日。自2014年起，每年12月13日在侵华日军南京大屠杀遇难同胞纪念馆举行南京大屠杀死难者国家公祭仪式。

### 中華民國政府（臺灣）
目前在臺灣具代表性的是祭為國犧牲的忠烈，以忠烈祠為祭祀地點，每年分春秋兩季舉行。平常則有新增忠烈的入祠祭典。過往有遙祭黃陵，後來合併至春祭。祭孔（臺北孔子廟）也是重要國家祭典之一。這些是常設性的國家祭典。非常設性的國家祭典具代表性的是歷現任總統的國家祭典，如蔣中正、蔣經國、陳誠、嚴家淦等的喪禮也可以稱為國家祭典。但這些都是單次性的。但規模往往比常設性國家祭典來得大與隆重。這可能與這些人的時代背景有關。

## 外部連結
- 春祭國殤
- 秋祭國殤
- 春季祭祖大典-《祭祖大典-各界祭祀者》
- 秋季祭祖大典：與祭來賓
- 中樞紀念大成至聖先師孔子誕辰典禮
- 鄭成功祭典 行政院指派市長賴清德代表中樞主祭
- 台灣首廟天壇重啟祭天 象徵點亮台灣
- 民俗與政治： 中國國民黨政權下的清明節再製 （页面存档备份，存于）